# RDS-4

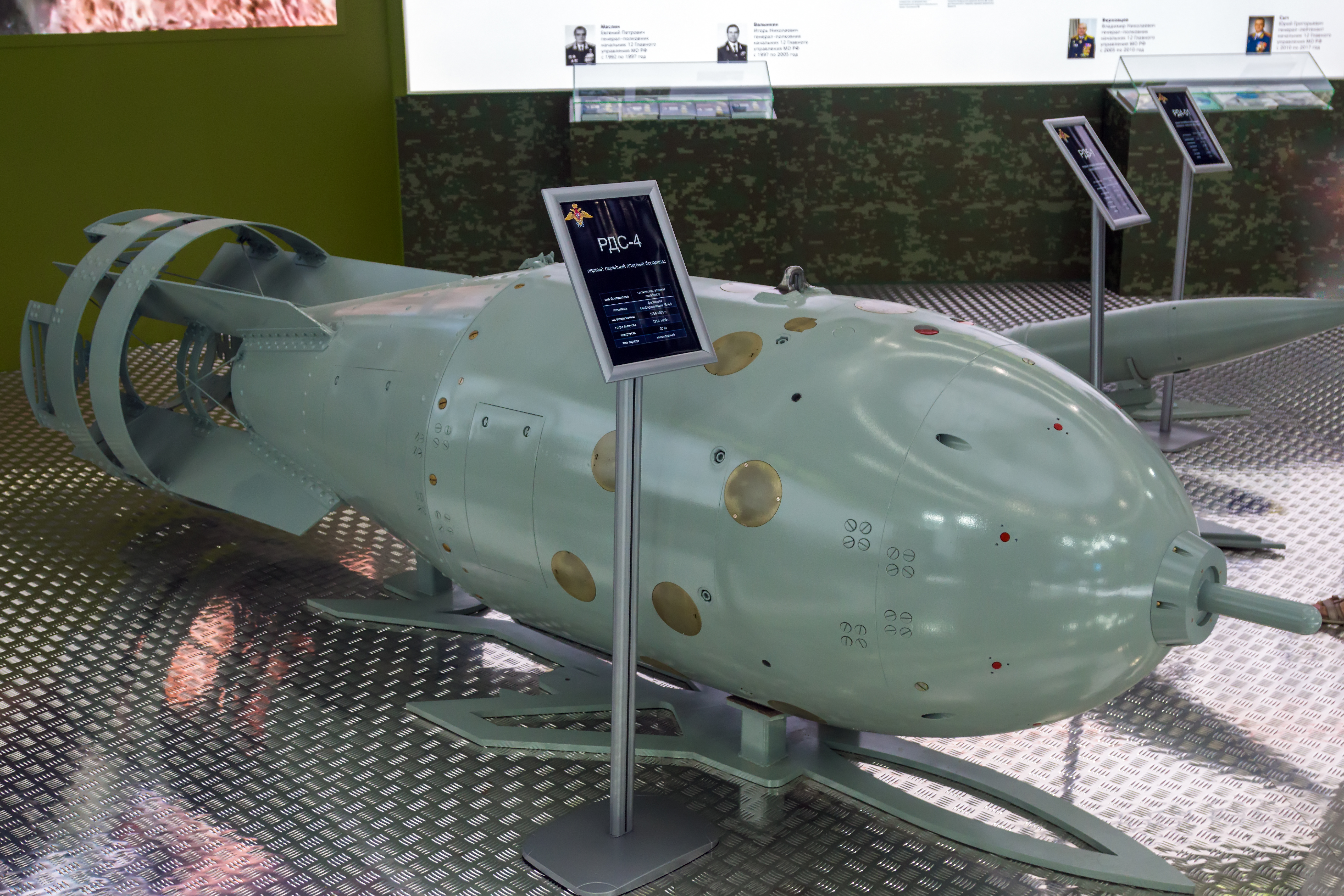
Une RDS-4 au forum Armée de 2022.

RDS-4 (en russe : РДС-4) est le nom de code d'une bombe nucléaire soviétique, aussi connue sous la dénomination de Tatyana. 
C’était la première arme nucléaire tactique de l'Union soviétique produite en masse. La bombe fut en service entre 1954 et 1965, et pouvait être larguée d'un Tu-4, d'un Tu-16, d'un Il-28 ou d'un Yak-26,.

## Conception
Conçue par le comité KB-11[Quoi ?], à partir de l'expérience acquise avec les essais de la RDS-2 et de la RDS-3 en 1951, cette arme résulte des recherches soviétiques sur de petites armes tactiques, tout comme les RDS-5, similaires aux RDS-4 mais qui employaient une enveloppe faite de plutonium 239/uranium 235. Cette arme était une bombe à fission améliorée avec une charge nucléaire « en lévitation » de type plutonium à implosion. Sa conception consistait en une charge nucléaire de plutonium similaire à celle de la RDS-2, entourée par une couche réduite d’explosifs constituée à parts égales de TNT et de RDX, qui était suspendue par des fils dans le boitier. Elle avait un diamètre de 1 m, un poids de 1 200 kilogrammes et une puissance nominale de 30 kilotonnes (environ deux fois la puissance de la bombe larguée sur Hiroshima).

## Histoire
Après la construction des premières bombes nucléaires soviétiques, RDS-2 et RDS-3, conçues pour les bombardiers lourds, le programme nucléaire soviétique fit face au problème de la construction d'une arme nucléaire pouvant être utilisée comme une arme tactique efficace. La nouvelle conception devait réduire le diamètre de la charge nucléaire d’un facteur 1,5 et sa masse d’un facteur 3. La première conception fut connue comme « Tatyana », et utilisait le même noyau de plutonium que la RDS-2. Puis « Tatyana » devint « RDS-4 ». La bombe fut testée pour la première fois en 1953. La charge de l’arme fut utilisée comme ogive nucléaire à bord des premiers missiles balistiques à moyenne portée, les R-5M. Il fut envisagé d’utiliser également ces ogives pour des missiles balistiques maritimes, mais leur puissance était trop faible pour compenser l'imprécision du tir.

## Essai
Le premier essai d'une bombe nucléaire RDS-4 eut lieu le 23 août 1953, à 02h00 (GMT) sur le Polygone nucléaire de Semipalatinsk. À l'Ouest, il fut appelé Joe-5 (en référence à Joseph Staline). Un avion IL-28, dont l'équipage était commandé par le commandant V.I. Shapovalov, accompagné d'une copie de sécurité et deux MiG-17, largua la bombe à  11 km d'altitude. L'équipage de l'avion ne disposait de quasiment aucune protection contre les radiations. L'engin explosa à 600 mètres du sol, et sa puissance atteignit 28 kilotonnes,. L’essai fut considéré comme réussi, et la conception de l'arme fut validée pour une production en série.
Le 14 septembre 1954 à 09h33, lors de l'exercice nucléaire de Totskoïe, un bombardier soviétique Tu-4 lâcha une bombe atomique RDS-4 de 40 kilotonnes (170 tJ) d’une altitude de 8 000 mètres. La bombe explosa à 350 mètres au-dessus du centre d’essai de Totskoïe, à 13 km de Totskoïe alors d,. Quarante-cinq-mille personnes, toutes soldats et officiers de l'armée de terre soviétique, furent exposées à des radiations d'une bombe deux fois plus puissante que celle d'Hiroshima,.
Le premier essai d'un dispositif RDS-4 avec un missile eut lieu le 2 février 1956 dans le cadre de l'opération Baïkal : un missile R-5 Pobeda fut tiré à partir du cosmodrome de Kapoustine Iar en direction de Aralsk, au Kazakhstan.

## Source
- (es) Cet article est partiellement ou en totalité issu de l’article de Wikipédia en espagnol intitulé « RDS-4 » (voir la liste des auteurs).